# Куна (народ)

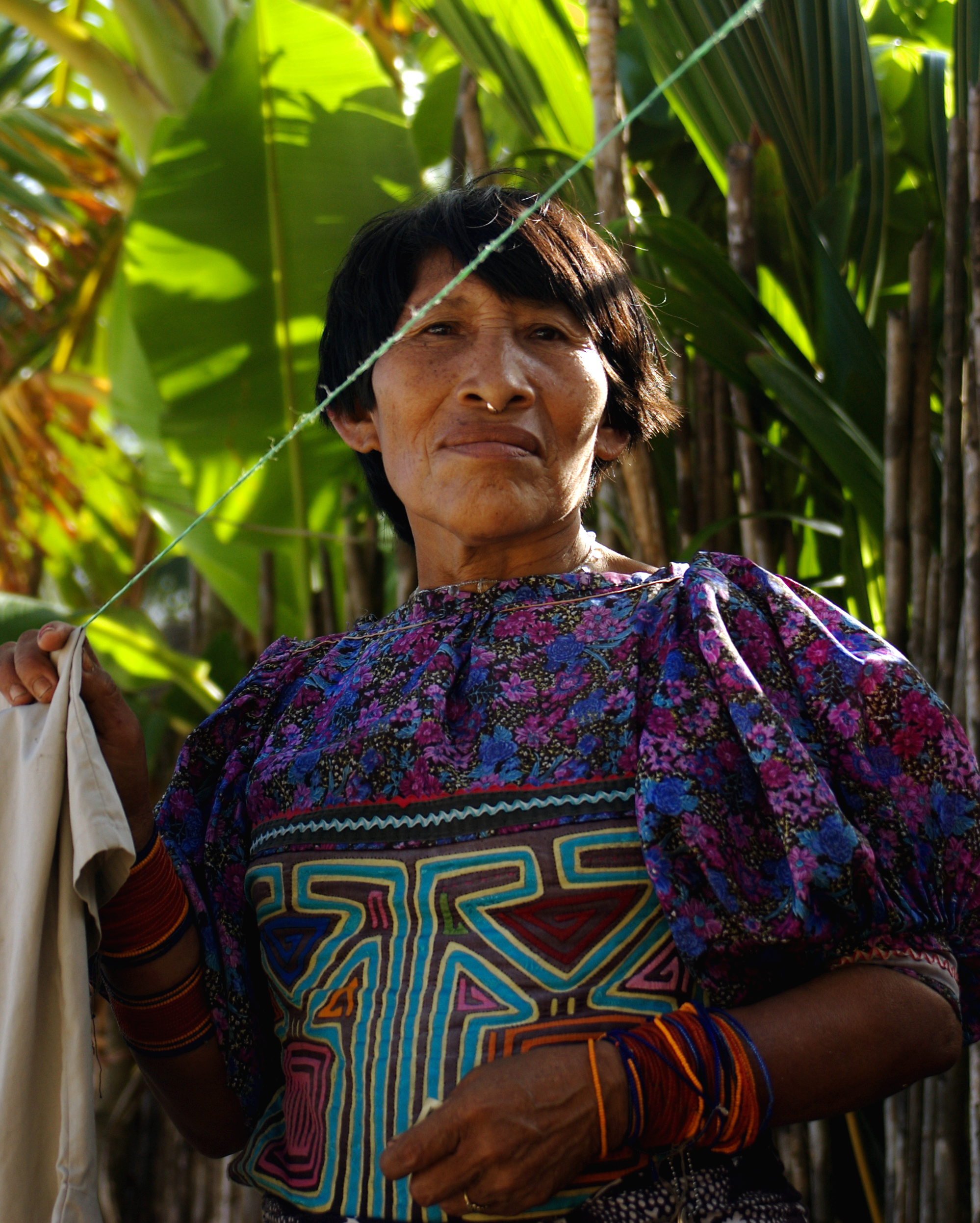
Женщина народа куна в национальной одежде

Знамя провозглашённой в ходе восстания 1925 года Республики Туле, затем использовавшееся как флаг народа куна

Ку́на (гуна, туле, тельмалтола) — индейский народ группы чибча, обитающий в Панаме (где у них существует комарка Гуна-Яла) и Колумбии. Численность — более 50 тыс. человек (из них около 700 человек — в Колумбии). Говорят на языке куна чибчанской семьи. Письменность на основе латинской графики.
Основные традиционные занятия — тропическое ручное земледелие (кукуруза, батат, кокосы) и рыболовство. Традиционная социально-политическая организация в доколониальный период характеризовалась вождествами с выраженной социальной стратификацией. В колониальный период произошла определённая демократизация социально-политической системы. Матрилокальное брачное поселение.
Христианизированы католиками и протестантами.
Среди куна много альбиносов. В мифологии куна альбиносы занимают особое место. Их называют «дети Луны». Во время лунного затмения они должны были выходить и стрелять из лука в небо, чтобы предотвратить поглощение Луны драконом.